# Yves Émile Aubert
Yves Émile Aubert (* 18. April 1892 in Brest, Département Finistère; † 4. August 1976 in Flumet, Département Savoie) war ein französischer Seeoffizier und zuletzt Contre-amiral der Marine Nationale.

## Leben
Yves Émile Aubert trat 1910 in die Marine ein und absolvierte die Ausbildung zum Seeoffizier an der École navale und wurde am 5. Oktober 1913 zum Leutnant zur See befördert, woraufhin er als Zweiter Offizier im Schiffsführungsdienst auf den Panzerkreuzer Amiral Aube versetzt wurde. Nach Beginn des Ersten Weltkrieges wurde er im September 1914 Geschützoffizier auf dem Kreuzer Surcouf und dort am 5. Oktober 1915 zum Oberleutnant zur See befördert. Im März 1916 wurde er an Bord des Torpedoboots L’Intrépide versetzt und war dort zunächst Artillerieoffizier, dann Zweiter Offizier. Nachdem er im Februar 1917 als Beobachter ins Marinefliegerzentrum Bizerte wechselte, begann er im Oktober 1917 seine Flugausbildung im Marinefliegerzentrum Saint-Raphaël, die er am 23. Februar 1918 mit der Fluglizenz abschloss. Daraufhin wurde er im März 1918 zunächst Zweiter Offizier und später Staffelführer im Marinefliegerzentrum Le Havre, wo er am 6. Juni 1919 seine Beförderung zum Kapitänleutnant erhielt. Im Juni 1919 wurde er Kommandant des Marinefliegerzentrums Casablanca–Kénitra in Französisch-Marokko sowie im Dezember 1919 Kommandant des Marinefliegerzentrums Ajaccio auf Korsika, wo er am 16. Juni 1920 zum Ritter der Ehrenlegion ernannt wurde. Im August 1922 wurde er Zweiter Offizier des Marinefliegerzentrums Hourtin und absolvierte im Juli 1922 auf dem Panzerkreuzer Pothuau eine Geschützausbildung, ehe er im Oktober 1923 zum Marinefliegerzentrum Saint-Raphaël zurückkehrte und dort Staffelführer der CEPA-Staffel für praktische Experimente und Anwendung der Marineluftfahrt (Centre d’expérimentations pratiques et de réception de l’aéronautique navale) war. Danach wurde er im Oktober 1924 Kommandant der Staffel 6B2 im Marinefliegerzentrum Bizerte sowie im März 1925 Kommandant der Staffel 6B1 im Haupt-Marinefliegerzentrum Karuba und wurde für seine Verdienste am 7. Juli 1926 zum Offizier der Ehrenlegion ernannt.

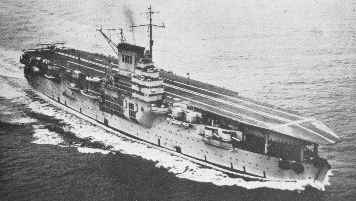
Kapitän zur See Aubert war von 1939 bis 1940 Kommandant des Flugzeugträgers Béarn.

Im Dezember 1926 wurde Aubert Kommandant des Marinefliegerzentrums Brest und als solcher am 17. Januar 1928 zum Korvettenkapitän befördert. Daraufhin wurde er im April 1929 stellvertretender Kommandant des Schweren Kreuzers Colbert, der am 1. April 1931 offiziell in Dienst gestellt wurde. Im Oktober 1931 wurde er stellvertretender Kommandant des Marineflieger-Hauptstützpunktes in Étang de Berre und erhielt in dieser Verwendung am 7. September 1932 seine Beförderung zum Fregattenkapitän, woraufhin er im August 1933 stellvertretender Kommandant des Leichten Kreuzers Jeanne d’Arc wurde. Im Oktober 1935 wurde er Kommandant des Zerstörers Verdun sowie im Dezember 1937 Kommandant des Marineflughafens Étang de Berre. Er wurde am 18. Juni 1938 zum Kapitän zur See befördert und übernahm kurz nach Beginn des Zweiten Weltkrieges im Oktober 1939 den Posten als Kommandant des Flugzeugträgers Béarn, der zum Zeitpunkt des Waffenstillstands von Compiègne am 22. Juni 1940 stillgelegt wurde. Nachdem er zwischen 1941 und Februar 1942 Landdienst in Casablanca und dann in Toulon versehen hatte, wurde er im Februar 1942 Kommandant des 3. Marineregion (3e région maritime) im Militärhafen Toulon und wurde als solcher am 17. Mai 1942 zum Contre-amiral befördert. Im September 1942 übernahm er den Posten als Leiter des Zentralen Marinefliegerdienstes (Service central de l’aéronautique navale) in Vichy und wurde im März 1943 in den Waffenstillstandsurlaub versetzt. Nach seiner Urlaubsrückkehr wurde er im März 1944 zum Leiter des Lokalen Marinewerkdienstes SLOM (Service local des œuvres de la Marine) in Paris ernannt und im November 1944 freigestellt und dem Marineminister zur Verfügung gestellt. Am 15. März 1946 erfolgte zunächst seine vorzeitige Versetzung in die 2. Abteilung der Generaloffiziere, woraufhin er sich im Urlaub für das Flugpersonal der Marineflieger befand und schließlich am 18. April 1949 aus dem Militärdienst schied. Für seine Verdienste wurde er am 31. Dezember 1953 noch zum Kommandeur der Ehrenlegion ernannt.